# بيني هيستر
بيني هيستر (بالإنجليزية: Benny Hester)‏ هو مغن مؤلف ومغني أمريكي، ولد في 3 مايو 1948 في واكو في الولايات المتحدة.

## وصلات خارجية
- الموقع الرسمي
- بيني هيستر على موقع ميوزك برينز (الإنجليزية)
- بيني هيستر على موقع ديسكوغز (الإنجليزية)